# Ram Bow Bluff
Das Ram Bow Bluff ist ein 1390 m hohes und markantes Felsenkliff im ostantarktischen Coatsland. Es liegt an der Ostseite der Stephenson Bastion im südzentralen Teil der Shackleton Range.
Erstmals besucht wurde es im Jahr 1957 von Teilnehmern der Commonwealth Trans-Antarctic Expedition (1955–1958) unter der Leitung des britischen Polarforschers Vivian Fuchs. Namensgebend war seine an einen Rammsporn (englisch ram bow) erinnernde Form.